# گوستاو بورنزن
گوستاو بورنزن (انگلیسی: Gustav Böhrnsen) (24 ژانویه ۱۹۱۴-–۲۱ ژوئن ۱۹۹۸) سیاست‌مدار اهل آلمان است. بورنزن از اعضای حزب سوسیال دموکرات آلمان(SPD) می‌باشد. همچنین او به عنوان رئیس گروه SPD در پارلمان برمن (به Bürgerschaft) از سال ۱۹۶۸ تا ۱۹۷۱ بوده است بورنزن از سال ۱۹۵۵ درپارلمان برمن خدمت کرده است و بین سالهای ۱۹۶۶ تا ۱۹۶۸ رئیس گروه حزب محسوب می‌شده است.
گوستاو بورنزن پدر از سیاستمداران این حزب نیز هست. یک خیابان در هانور آلمان نیز به نام بورنزن نامگذاری شده است.